# Karolin (Münze)

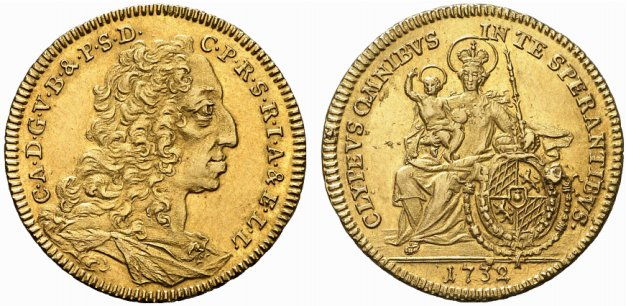
Karolin, Kurfürstentum Bayern 1732

Der Karolin (auch Karlin oder Carolin) war der Name von verschiedenen  Goldmünzen.

## Bayerischer Karolin
Der Karolin war eine bayerische Goldmünze, die unter Kurfürst Karl Albrecht 1726 nach dem Vorbild des französischen Louis d’or eingeführt wurde. Der Wert wurde mit 3 Goldgulden bzw. 10 Gulden angegeben. Auf dem Reichsmünztag von 1738 wurde der Wert auf 8 Gulden, 5 Kreuzer festgesetzt. Der Wert stieg aber während des Siebenjährigen Krieges auf 11 Gulden im Jahr 1763.
Er besaß ein Rauhgewicht von 9,72 g und wurde, wie der Goldgulden und der Max d´or (2 Goldgulden) mit einem Feingehalt von 18,5  Karat (770,833er Gold) ausgeprägt, so dass sich ein Feingewicht von fast genau 7,5 g errechnet.
Es gab außerdem Teilstücke zu 1/2 und 1/4 Carolin, sowie (wesentlich seltener) den doppelten und fünffachen Carolin.

## Kurpfälzischer Karolin
Der Karolin war eine kurpfälzische, seit 1740 süddeutsche Goldmünze von 3 Goldgulden = 11 Gulden. In Hessen-Darmstadt, Kurköln, Kurpfalz und Württemberg wurden diese Münzen nach dem Vorbild des Bayerischen Karolin geprägt.

## Schwedischer Carolin

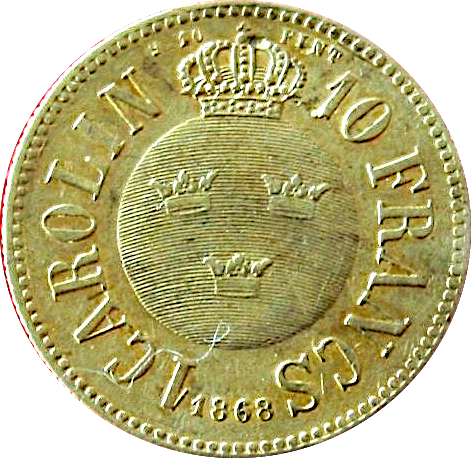
Carolin von 1868, Auflagenhöhe nur 33.000 Stk.

Der Carolin  war ebenfalls Name verschiedener schwedischer Gold- sowie Silbermünzen.
Erstmals wurden schwedische Carolin als Goldmünze unter Karl IX. (1604–1611) geprägt. Der Wert betrug 16 Mark oder 4 Riksdaler.
Die Bezeichnung Carolin wurde später für eine schwedische Silbermünze von ursprünglich 2 Mark oder 16 Öre, später 1,3 Mark verwendet.
Diese Münzen wurden unter König Karl XI. (1660–1697) und Karl XII. (1697–1718) von 1664 bis 1754 hergestellt. Der silberne Carolin aus der Regierungszeit König Adolph Friedrich (1751–1771) wurde auch als Adolphin bezeichnet.
Der Carolin  war ebenfalls eine schwedische Goldmünze im Wert von 10 Frank bzw. 8,1 Mark. Von 1868 bis 1872 prägte Schweden unter Karl XV. diese Goldmünzen nach den Vorgaben der Lateinischen Münzunion.
Mit der Gründung der Skandinavischen Münzunion (auch Nordischer Münzbund genannt) am 18. Dezember 1872 endete die Herstellung des Carolin.